# 山国隊
山国隊（やまぐにたい）は、幕末期に丹波国桑田郡山国郷（現・京都市右京区）で結成された農兵隊。
因幡国鳥取藩に付属し、官軍に加わって戊辰戦争を戦った。

## 沿革

### 結成
平安京造都の木材を供給した伝承をもつ山国郷は古くより皇室との関係が深く、山国一円は太閤検地まで禁裏直轄の荘園であった。しかし幕末には禁裏御料は郷内の半分ほどで、村々の所領関係が異なることは、山国の諸村が一体となり山国神社の宮座を堅持していく上で問題も多かった。そこで名主仲間（宮座仲間）は、かつての荘園「山国庄」の時代と同様に天皇から正式に官位を授かることなどで地域の一円禁裏御料化を目指し、宮座の結束強化をはかっていた。
このような状況のなか、慶応4年（1868年）1月3日に鳥羽・伏見の戦いが始まった。間もなく山陰道鎮撫総督西園寺公望から丹波に王政復古の募兵があり、前年末頃から御所警備などの勤王奉仕策を練っていた山国では、平安時代以来の皇室との関係と郷中復古（禁裏御料回復）の願いから、直ちにこれに応じて自弁による農兵隊が結成された。
農兵隊には荘園時代の古例により四沙汰人を置き、第一陣「西軍」・第二陣「東軍」の2軍が目的別に編成され、両軍が慶応4年1月11日山国神社に集結し出陣した。
- 西軍 （隊士64人客士12人、沙汰人：水口備前守・藤野近江守）
  - 山陰道の西園寺との合流を目指したが、道中でこの方面が既に平定されていたことが判明した。しかし鳥取藩の伊王野治郎左衛門（後の久美浜県知事）の仲介もあって、岩倉具視から鳥取藩に付属し「山国隊」と称するようにとの指示を受けることができ、山国隊が誕生した。
- 東軍 （隊士27人、沙汰人：鳥居河内守・河原林大和守）
  - 大坂の征討大将軍仁和寺宮の陣に合流を目指したが上手くいかず、更に「親兵組」と称し御親兵として御所警衛にあたることに拘ったが最後まで不調のまま終った。

### 京都出陣と東征
東征大総督有栖川宮熾仁親王の京都出陣に伴い、山国隊に1小隊東征の指令が下った。慶応4年2月13日、山国隊の1個小隊（隊士28人客士2人）が東山道軍の鳥取藩部隊に加わり、「十三番隊」として京都を出発した。隊は鳥取藩士河田左久馬が隊長となり、原六郎らが司令士として指揮を執った。残りの隊士は京都で御所警備などにあたった。
河田は鳥取藩の伏見・京都留守居役を兼ね、一刀流を学んだ人物であり、鳥取藩兵参謀と兼務、原は生野の変の生き残りであり、のち鳥取藩に仕官した。
3月、隊は甲州勝沼の戦いに加戦したのち江戸入りし、翌、4月には 野州・安塚の戦いに参戦した。ここで激戦により最初の戦死者2名（および行方不明者1名）を出す。江戸凱旋後、5月には上野戦争で彰義隊と交戦し、ここでも戦死者1名を出した。6月には隊士のうち9名が隊長とともに奥州へ向け江戸を出陣し、常陸平潟に上陸。8月に相馬中村城に入城し、ここで6名の隊士が東京（江戸）に帰営した。残留した隊長・隊士は9月に亘理城、10月に仙台城に入城したのち同月東京に帰営した。明治改元を経た同年11月、隊は有栖川宮の凱旋に随伴して東京を出発、同月25日、京都に凱旋した。

### 山国凱旋
明治2年2月18日、山国隊は大勢の見物人・出迎えのなか、鼓笛を奏して京都から山国への凱旋を果たし山国神社を参拝した。2月25日には死者の慰霊祭を行ない、辻村に招魂場（今の山国護国神社）を設けた。
最終的に山国隊はその活躍とともに、戦死3人、病死3人、行方不明1人という多大な犠牲を出した。また親兵組とともに軍費自弁のためにできた膨大な借金は名主仲間共有の山林を売り払うなどして賄われ、肝心の宮座は維新後間もなく消滅してしまった。しかしこれ以来山国隊は郷土の誇りとされ、山国神社の還幸祭と京都時代祭では山国隊姿の行進を見ることができる。

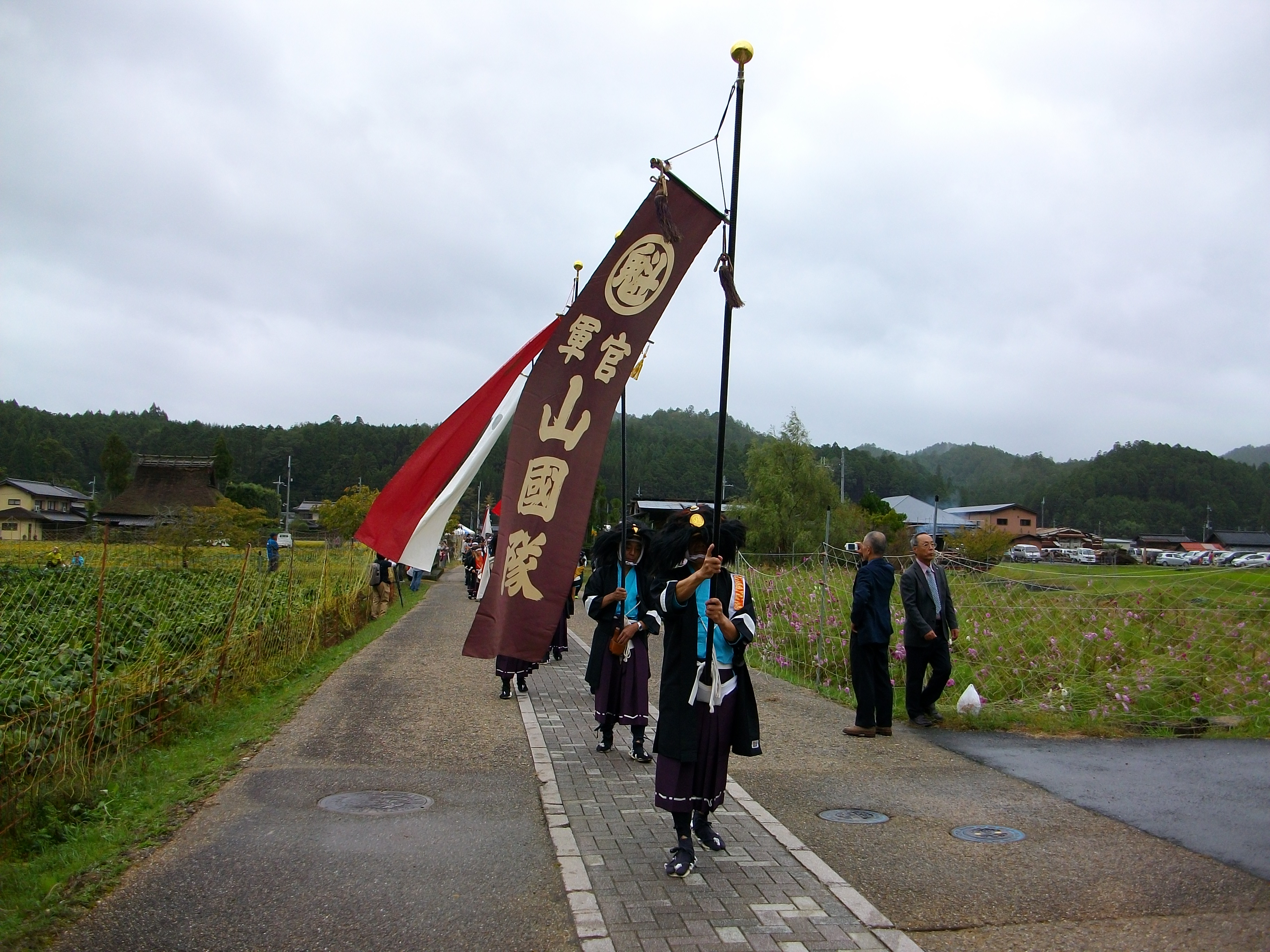
還幸祭
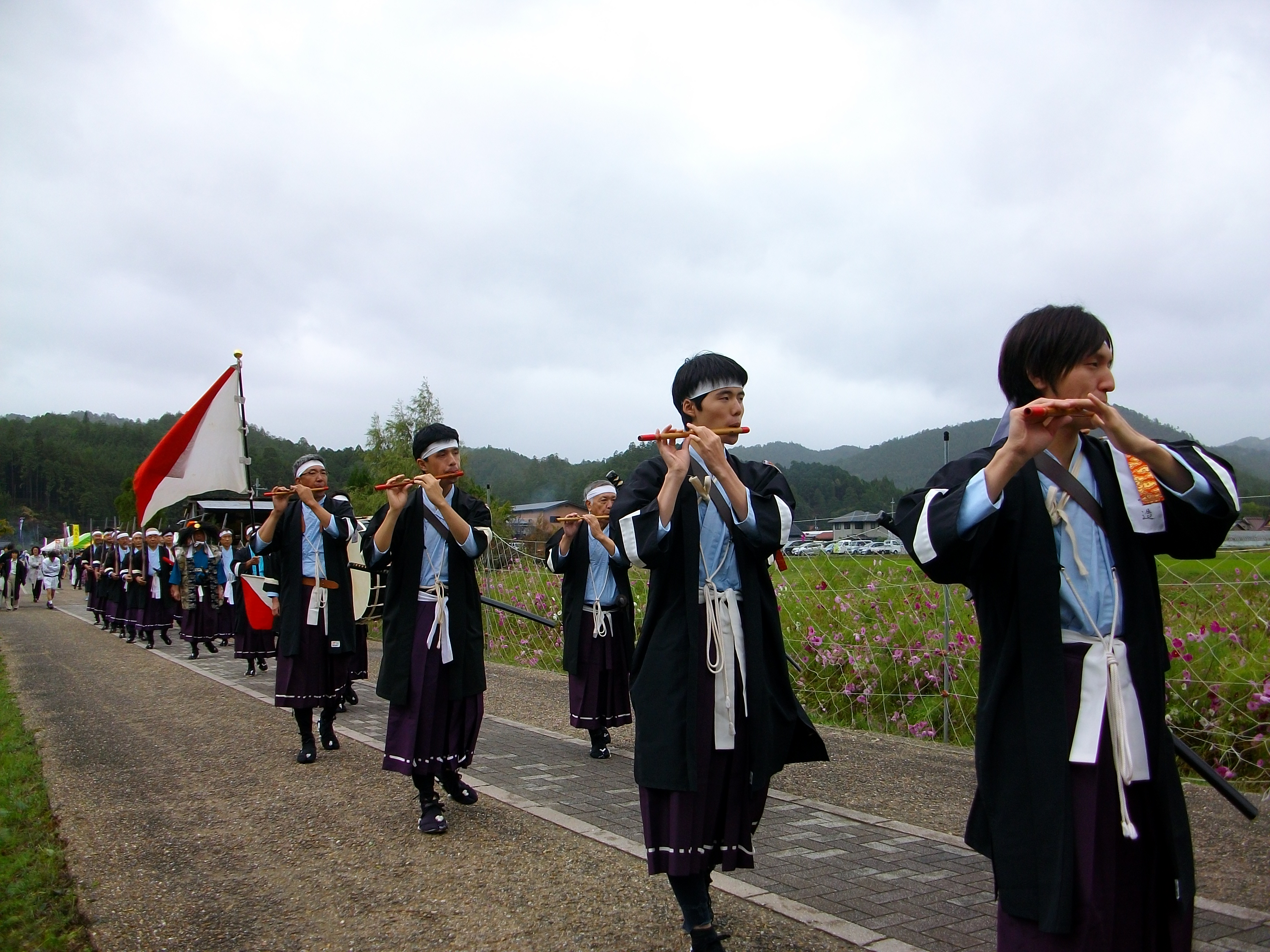
還幸祭
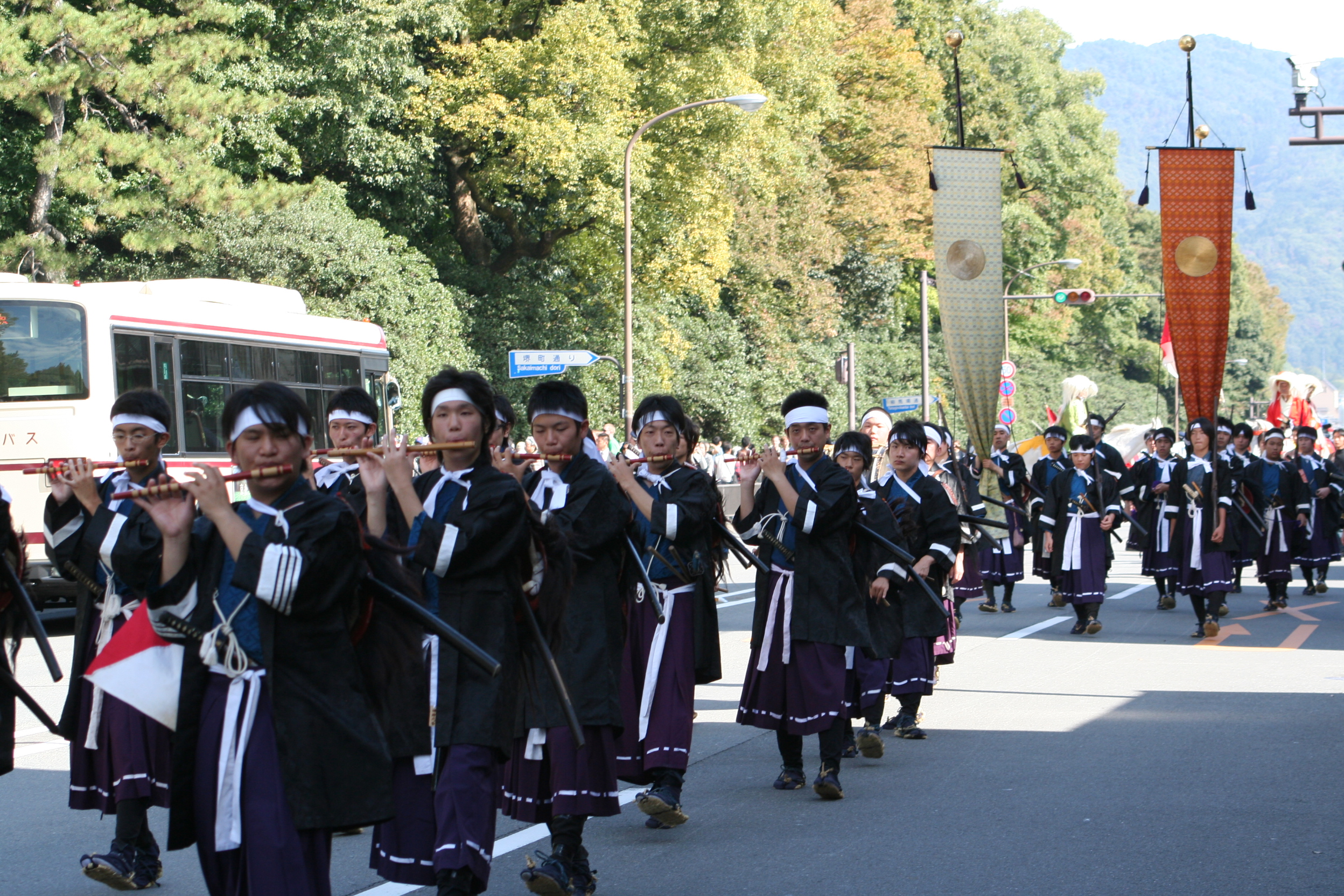
時代祭
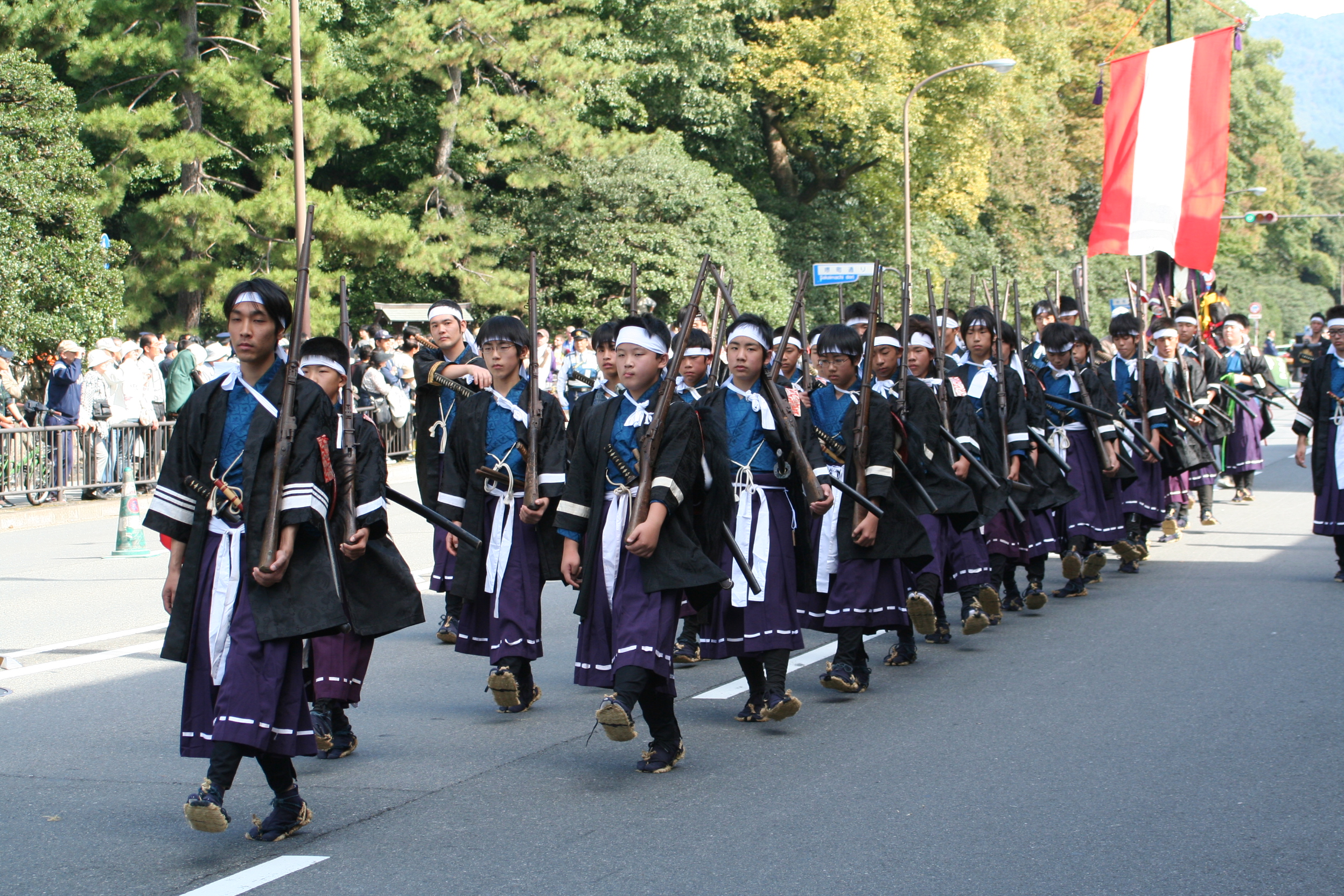
時代祭

## 年表
- 慶応4年
  - 1月18日 - 岩倉具視の指示で山国隊が誕生。
  - 2月13日 - 山国隊1個小隊が京都を出陣。
  - 2月15日 - 補充6人が合流。隊士34人となる。
  - 2月20日 - 美濃大垣で戦場に臨む決意を示す血判書を作成。
  - 3月3日 - 鳥取藩内参謀の河田左久馬が山国隊隊長を兼務。
  - 3月6日 - 甲州勝沼の戦いに加戦。
  - 3月9日 - ゲベール銃に換えてミニエー銃を付与される。
  - 3月19日 - 江戸入り。
  - 3月24日 - 河田隊長から「魁」(さきがけ)の文字を冠した熊毛の陣笠を支給。
  - 4月22日 - 野州安塚の戦いで激戦。戦死2人、負傷5人、行方不明1人。
  - 閏4月25日 - 江戸に凱旋。錦旗の警衛を任される。
  - 5月15日 - 上野戦争で彰義隊と交戦。戦死1人、負傷4人。
  - 6月28日 - 隊士9人が河田隊長と奥州へ向け江戸を出陣。翌29日品川港を出港。
  - 7月3日 - 常陸平潟に上陸。
  - 8月7日 - 相馬中村城に入城。
  - 9月12日 - 隊士3人が隊長と残り、6人は東京（江戸）に帰営。
  - 9月21日 - 亘理城に入城。
  - 10月1日 - 仙台城に入城。
  - 10月21日 - 隊士3人が隊長と東京に帰営。
- 明治元年（改元）
  - 11月5日 - 有栖川宮の凱旋に随伴して東京出発（錦旗警衛）。
  - 11月25日 - 有栖川宮とともに京都凱旋。帰洛（錦旗警衛）。

## 山国隊と鳥取藩の関係
上記のように、かつての荘園「山国庄」の時代と同様に朝廷から正式に官位を授かるための復活運動を行う際、朝廷とのコネを必要とした。そのため、「山国庄」の名主の中で代表格の家筋である水口市之進（水口備前守）の実弟水口正顕が因幡鳥取藩京都上屋敷の呉服所役人若代長左衛門の養子となって若代四郎佐衛門という人物が京都にいたので、慶応２年頃彼を頼った。
若代四郎佐衛門の尽力で翌慶応３年12月10日、従五位下の官位をいただくことに成功した。水口市之進たちはその後も因幡鳥取藩邸に出入りしていた。
上記のように、慶応4年1月11日に農兵隊「西軍」「東軍」が結成され、同18日、「西軍」が因幡藩家老荒尾駿河守に連れられて参与役所に出頭したとき、議定の岩倉具視から「諸君は因幡藩に属して「山国隊」と呼びしばらく待機せよ」と指示された。
慶応4年2月13日、「山国隊」は東山道軍の鳥取藩部隊に加わって京都を出発した。
一見して山城国山国と因幡鳥取藩とは無関係のようだが、以上のような経緯がある。

## エピソード
京都出陣と東征の前に、藤野近江守こと藤野斎は山国隊の隊員を従え、北野天満宮近くにある椿寺（地蔵院）前の茶畑で特訓を行った。また天満宮には毎日必ず敬礼し、出陣の前にも武運長久を祈願している。藤野の息子である牧野省三は大正6年に天満宮そばに新居を建て、「暇ができたら山国隊の長征を映画化してみたい」と子の雅弘に漏らしていた。この年、雅弘は父と山国村の藤野の屋敷を訪れたが、そこには従士達の位牌を飾った神殿があり、藤野の墓には「従五位」と刻まれていたと語っている。
山国隊の指揮を執った鳥取藩士河田左久馬は河田景与と改名して京都府大参事兼留守判官となり、維新後の京都府政と関わりを持つこととなった。
軍楽隊も編制されており、現代でも「山国隊軍楽保存会」が伝承している。